# Брукс, Джеральдин (писательница)
Джеральди́н Брукс (англ. Geraldine Brooks; род. 14 сентября 1955, Сидней[…]) — американская журналистка и писательница, лауреат Пулитцеровской премии. Родилась в Австралии, с 2002 года гражданка США. Член Американского философского общества (2024).

## Биография
Джеральдин родилась 14 сентября 1955 года в Сиднее. Отец Брукс был евреем — после Второй мировой войны бывший австралийский солдат отправился в Палестину и поселился в кибуце. Закончила в Австралии колледж и Сиднейский университет. После университета работала репортёром-стажером в газете «The Sydney Morning Herald». После выигрыша стипендии «Greg Shackleton Memorial Scholarship» переехала в США и в 1983 году закончила Колумбийский университет.
Брукс писала о войне в Персидском заливе для The Wall Street Journal и других изданий, делала репортажи о конфликтах в Сомали, на Ближнем Востоке и на Балканах.
В 2006 году Джеральдин Брукс получила Пулитцеровскую премию за роман «Марч». Её роман 2011 года «Переправа Калеба» вдохновлен жизнью Калеба Чишахтеаумаука, вампаноага, принявшего христианство и ставшего первым коренным американцем, окончившим Гарвардский колледж в XVII веке.

## Личная жизнь
В 1984 году Джеральдин вышла замуж за своего сокурсника Тони Горовица, лауреата Пулитцеровской премии за национальный репортаж 1995 года, и приняла иудаизм, — до этого она была католичкой. У них двое сыновей: Натаниэль и Бизуайеху. Горовиц скончался в 2019 году после внезапной остановки сердца.

## Награды
- 2006: Путлицеровская премия 2006 за роман «Марч»[9].
- 2008: Премия «Книга года» Австралийской ассоциации издателей за «Люди книги»[13].
- 2009: Peggy V. Helmerich Distinguished Author Award[14].